# Izvorisjte
Izvorisjte (bulgariska: Изворище) är ett distrikt i Bulgarien.   Det ligger i kommunen Obsjtina Burgas och regionen Burgas, i den östra delen av landet, 300 km öster om huvudstaden Sofia.
Trakten runt Izvorisjte består till största delen av jordbruksmark. Runt Izvorisjte är det tätbefolkat, med 356 invånare per kvadratkilometer.